# 트레비
트레비(이탈리아어: Trevi)는 이탈리아 움브리아주 페루자도에 있는 코무네다. 스폴레토에서 북쪽으로 20km 거리에 위치해있다.

## 역사
고대 시대에 대 플리니우스는 트레비를 옛 움브리아인들의 도시로서 언급하였고, 이는 1950년대에 이 코무네에 있는 보바라라는 마을에서 움브리아의 명문이 발견되면서 확인되었다. 트레비는 보르도 여행 일정표에서도 언급되었다.

## 경제
트레비의 주 경제 부문은 올리브유와 관광이다.